# Малояблунецька сільська рада
Малояблунецька сільська рада (Мало-Яблунецька сільська рада) — колишня адміністративно-територіальна одиниця та орган місцевого самоврядування в Барашівському районі Коростенської і Волинської округ, Київської й Житомирської областей Української РСР з адміністративним центром у селі Малий Яблунець.

## Населені пункти
Сільській раді на час ліквідації були підпорядковані населені пункти:
- с. Малий Яблунець

## Населення
Кількість населення ради, станом на 1923 рік, становила 1 083 особи, кількість дворів — 150.

## Історія та адміністративний устрій
Створена 1923 року, в складі с. Малий Яблунець та колоній Мар'янівська-Яблунецька, Ольхівка й Оскарівка Барашівської волості Житомирського повіту Волинської губернії. 7 березня 1923 року включена до складу новоствореного Барашівського району Коростенської округи. 12 січня 1924 року, відповідно до рішення Волинської ГАТК (протокол № 6/1 «Про зміни в межах округів, районів і сільрад»), кол. Ольхівка передано до складу Йосипівської сільської ради Барашівського району. На 1 жовтня 1941 року колонії Мар'янівка-Яблунецька та Оскарівка не перебувають на обліку населених пунктів.
Станом на 1 вересня 1946 року сільська рада входила до складу Барашівського району Житомирської області, на обліку в раді перебувало с. Малий Яблунець.
Ліквідована 11 серпня 1954 року, відповідно до указу Президії Верховної ради Української РСР «Про укрупнення сільських рад по Житомирській області», територію та населені пункти ради приєднано до складу Великояблунецької сільської ради Барашівського району Житомирської області.